# 天地华宇
天地华宇是中華人民共和國一家物流公司，由黑龍江人王振華於1995年在廣州市創辦。後來總部搬運至上海。2007年，王振華將公司賣給TNT快遞。2013年，TNT快遞將天地华宇出售給中信产业基金。2017年，旗下有加盟商表示公司對他們罚款高，而他們利润則又少。2018年10月8日开始，中信产业基金將天地华宇的经营管理权移交至上汽安吉物流。

## 外部連結
- 官方网站